# René Bénésis
 (octobre 2015).
Si vous disposez d'ouvrages ou d'articles de référence ou si vous connaissez des sites web de qualité traitant du thème abordé ici, merci de compléter l'article en donnant les références utiles à sa vérifiabilité et en les liant à la section « Notes et références ».
Pas d'image ? Cliquez ici

a Compétitions nationales et continentales officielles uniquement.

b Matchs officiels uniquement.
René Bénésis (né le 29 août 1944 à Orthez) est un joueur et entraîneur français de rugby à XV, de 1,71 m pour 82 kg.

## Biographie
René Bénésis a occupé le poste de talonneur au RC Narbonne jusqu'en 1971, puis au SU Agen jusqu'en 1976, ainsi qu'en sélection nationale, remportant un titre de champion de France et un challenge du Manoir. Son coéquipier en club, Daniel Dubroca lui succéda à ce poste.
Reconverti en tant qu'entraîneur, il prend la tête de l'US Dax de 1990 à 1993 auprès de François Gachet. Il conduit à deux reprises consécutives les rouge et blanc jusqu'en quart de finale, en 1991 et 1992. En 1992, après s'être incliné contre le FC Grenoble, il aurait déclaré devant les journalistes « Que vouliez-vous qu'on fasse face à une équipe de mammouths comme Grenoble ? », discours à l'origine du futur surnom des Grenoblois de l'époque, les « Mammouths »,,.

## Palmarès

### En club
- Championnat de France de première division :
  - Champion (1) : 1976 avec Agen
- Challenge Yves du Manoir :
  - Vainqueur (1) : 1968 avec Narbonne
  - Finaliste (1) : 1967 avec Narbonne

### En équipe nationale
- 30 sélections en équipe de France, de 1969 à 1974
- Tournoi des Cinq Nations en 1970 (ex- aequo avec le Pays de Galles)
- Vainqueur des Wallabies lors de la tournée de 1972, à Brisbane, et des All Blacks en 1973 au Parc des Princes